# Закревська Ярослава Василівна

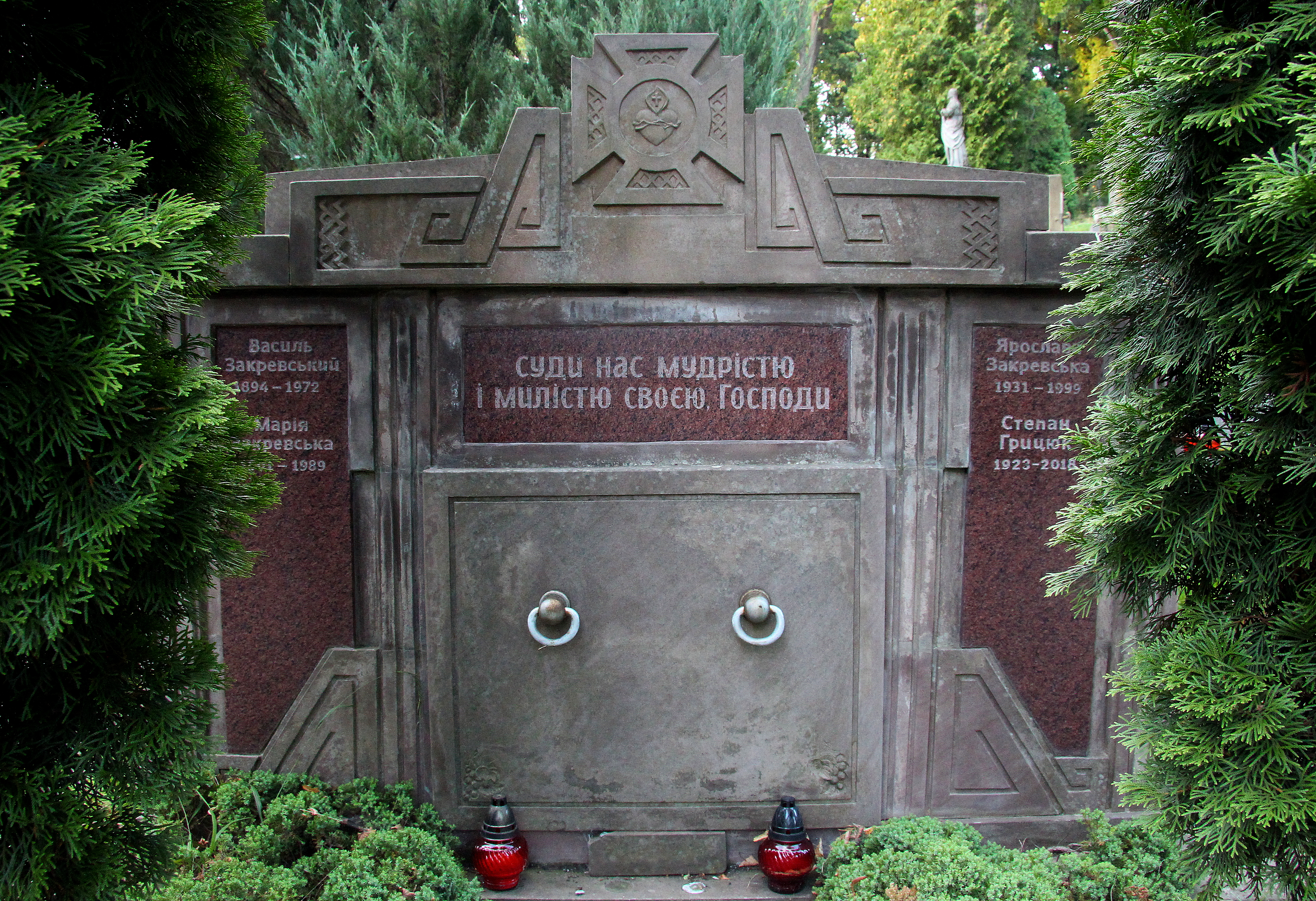

За́кревська Я́рослава Ва́силівна (14 грудня 1931, с. Звяртів Томашівського повіту, тепер Люблінського воєводства, Польща — 2 вересня 1999, Львів) — український мовознавець, доктор філологічних наук, професор.

## Біографічні відомості
1953 року закінчила ЛДУ ім. І. Франка. Від 1956 року працювала в Інституті суспільних наук АН УРСР (від 1993 — Інститут українознавства імені І. Крип'якевича НАН України): молодшим, старшим, провідним науковим співробітником.
З 1987 — завідувач відділу мовознавства.
Одночасно (з 1996) — професор ЛДУ ім. І. Франка.
Померла у Львові. Похована у Львові на полі № 22 Личаківського цвинтаря.

## Наукова діяльність
Основні праці з:
- української діалектної мови, ареалогії діалектних явищ, словотворення:
  - 1976 — «Нариси з діалектного словотвору в ареальному аспекті»;
  - 1978 — «Специфіка територіальної диференціації діалектів за даними словотворення» (рос.).
- лексики:
  - 1970 — «Лінгвогеографічний аспект у вивченні галузевої лексики. На матеріалі народних назв рослин»;
  - 1971 — «Шляхи дослідження народних назв рослин».
- теорії лінгвістичної географії:
  - 1988 — Атлас української мови" (т. 2, у співавторстві і один з редакторів); «До проблеми зведених карт лексико-словотворчої серії ЗЛА»;
  - 2001 — Атлас української мови" (т. 3, у співавторстві).
- міжмовних зв'язків:
  - 1983 — «До історії українсько-південнослов'янських мовних зв'язків»;
  - 1988—2000 — «Общеславянский лингвистический атлас. Серия лексико-словообразовательная» (в. 1—3, у співавторстві)(рос.);
  - 1989—2001 — «Общекарпатский диалектологический атлас» (т. 1—6, у співавторстві).

Співавтор і редактор словників гуцульських говірок «Гуцульщина. Лінгвістичні етюди» (1991) та «Гуцульські говірки. Короткий словник» (1997); керувала укладанням багатотомного словника гуцульського діалекту.
Досліджувала мову творів і лінгвістичну спадщину Івана Франка (монографія «Казки Івана Франка. Мовно-художній аналіз», 1966; розділ «Погляди Івана Франка на роль народної мови в процесі утвердження єдиної української літературної мови» у кн. «І. Я. Франко і світова культура», 1990).

## Короткий огляд монографії «Нариси з діалектного словотвору в ареальному аспекті»
Монографія висвітлює характерні особливості і основні тенденції розвитку діалектного суфіксального іменникового словотвору, представленого в межах окремих лексико-семантичних груп, які найповніше відбивають багаті, складні і вічно живі процеси народного слово- і назвотворення. Дослідження ведеться в ареальному аспекті, обмеженому в основному матеріалами південно-західної і західної частини північних говорів української мови, суттєво доповненими новими матеріалами, які подаються на широкому фоні інших українських діалектів, а також діалектів інших слов'янських мов.
Основні положення монографії ілюструються 22 лінгвістичними картами.
Основну базу праці складають матеріали Атласу української мови (картографовані, архівні). Окрім цього наявні власні записи дослідниці в польових умовах, картотека гуцульського говору(В. Ф. Курильчук), матеріали рукописного діалектного словника (Є. М. Грицак) та закарпатського бойківського (М. Й. Онишкевич).
Автор поділяє матеріал на такі лексико-семантичні групи:
- назви полів з-під сільськогосподарських культур;
- назви діючої особи, з особливим наголосом на утворених із суфіксом «–ар»;
- збірні та одиничні назви («назви листя сільськогосподарських культур», назви рослинних масивів");
- народні назви рослин (перехід з розмовної мови в розряд термінологічної лексики).

Перший розділ праці має назву «Деякі теоретичні питання словотвору». За словами дослідниці, попередні праці з питань словотвору мали здебільшого фактографічний характер та безпосередньо не розробляли теоретичних питань словотвору. Тому важливим завданням, яке продиктоване основними тенденціями сучасного розвитку лінгвістичної науки, бо «тільки це створює необхідну базу адекватного опису мови в галузі словотвору», є перетворення старого описового словотвору з його чисто емпіричними настановами в нову теоретичну дисципліну.
Далі Ярослава Василівна пропонує класифікацію діалектизмів Ф. П. Філіна:
- Лексичні діалектизми (відрізняються від літературних слів кореневою морфемою чи афіксальним оформленням).
- Діалектизми, що є графічно однаковими, але з різним значенням.

Другий розділ має назву «Особливості суфіксального словотворення деяких лексико-семантичних груп». У ньому наводяться приклади словотвірних суфіксів, виокремлених у групи за лексико-семантичним критерієм:
- Назви місця: «-ище» «-исько» (Пасовище, кладовище…) — це найпоширеніші форманти цієї групи (локальні суфікси). Виникли вони під впливом польської мови. -анка (Лежанка, ковзанка…) -инка -иця
- Назви діючої особи
  - Чол. рід: «-ник», «-льник», «-івник», «-ик», «-ак» (скрипак-скрипач: варіантні форми)
  - Жін. рід: «-ка», «-инка», «-ниця», «-иця», «-ля»
- Збірні та одиничні назви: «-в-а» (братва, татарва), «-от-а» (німота)
- Назви листя та стебел сільськогосподарських культур: «-ин-а» (бульбовина), «-анк-а» (кукурудзянка)
- Збірні назви (дерева, кущі): «-ник» (дубник), «-няк» (дубняк), «-ина» (березина)

Третій розділ має назву «Характерні особливості діалектного словотвору і основні тенденції його дальшого розвитку». У цьому розділі наголошується на близькості діалектного мовлення та літературної мови, адже відбувається постійна їх взаємодія, що призводить до заміни діалектизмів на слова літературної мови (рибарь>рибак). Хоча існує і зворотний процес, наприклад, паралельне вживання слів пасовисько та пасовище. Також словотвір є діючим, тобто постійно витворюються нові слова (клубар — завідувач клубом).
В кінці монографії Ярослава Закревська доходить таких висновків:
- кожна мовна територія характеризується своїми словотворчими рисами;
- словотворчі та лексичний ареали часто не накладаються;
- лінгвогеографічний аспект виділяє великі компактні ареали з характерними рисами;

(інколи охоплюються інші слов'янські мови).